# موسم القتل (فلم)
موسم القتل (بالإنجليزية: Killing Season) هو فيلم حركة أُصدر في الولايات المتحدة سنة 2013.

## طاقم التمثيل
- جون ترافولتا
- روبرت دي نيرو
- ميلو فينتميليا

## القصة
يجسد دي نيرو في الفيلم دور قائد أمريكي متقاعد، قرر الراحة في جبال الأبلاش، ويفاجئ بزيارة متوقعة من سائح أوربي، يجسد دوره ترافولتا، وتبدو الأمور هادئة حتى يكتشف أن الزائر هو جندي صربي سابق أثناء حرب البوسنة يسعى للانتقام منه، مما يضعهم في حربٍ أخرى، كل - فقط - أمام الآخر.

## الميزانية والإيرادات
حقق أرباحاً تقدر بـ 39,881 دولار.

## روابط خارجية
- مقالات تستعمل روابط فنية بلا صلة مع ويكي بيانات